# Austrolebias vazferreirai
Austrolebias vazferreirai är en fiskart som först beskrevs av Berkenkamp, Etzel, Reichert och Salvia, 1994.  Austrolebias vazferreirai ingår i släktet Austrolebias och familjen Rivulidae. Inga underarter finns listade.